# Olga Fateïeva
Olga Aleksandrovna Fateïeva (en russe : Ольга Александровна Фатеева) est une ancienne joueuse de volley-ball russe née le 4 mai 1984 à Pavlohrad (Ukraine). Elle mesure 1,90 m et jouait au poste d'attaquante. Elle a totalisé 43 sélections en équipe de Russie. Elle a terminé sa carrière de volleyeuse professionnelle en mai 2015.

## Clubs
| Club                | De        | À         |
| ------------------- | --------- | --------- |
| Uraltransbank       | 2000-2001 | 2001-2002 |
| Dinamo Moscou       | 2002-2003 | 2004-2005 |
| Zaretchie Odintsovo | 2005-2006 | 2009-2010 |
| Sirio Perugia       | 2010-2011 | 2010-2011 |
| Atom Trefl Sopot    | 2011-2011 | 2011-2011 |
| Dinamo Krasnodar    | 2011-2012 | 2011-2012 |
| Omichka Omsk        | 2012-2013 | 2013-2014 |
| Dinamo Moscou       | 2014-2015 | 2014-2015 |

## Palmarès

### Équipe nationale
- Championnat du monde
  - Vainqueur : 2010
- Grand Prix mondial
  - Finaliste : 2003, 2006, 2009

### Clubs
- Championnat de Russie
  - Vainqueur : 2008, 2010.
  - Finaliste : 2006, 2009, 2015.
- Coupe de Russie
  - Vainqueur : 2006, 2007.
  - Finaliste : 2009.
- Championnat de Pologne
  - Finaliste : 2011.
- Ligue des champions
  - Finaliste : 2008.
- Coupe de la CEV
  - Finaliste : 2007.